# Masahiro Kono
Masahiro Kono (河野匡泰 Kōno masahiro?, nacido el 1 de junio) es un actor y seiyu japonés. Su nombre de nacimiento es Kiyoto Kawano ahora Masahiro Kono, estudió interpretación en la escuela de teatro de Bungakuza en curso regular. Después de graduarse, entró Gekidan subaru como intérprete e interpretado en "The King and I". Él actúa en televisión, cine, teatro, como actor de voz y muchos otros campos también.

## Trabajos

### Anime
- Eyeshield 21 (Yohei Satake)
- Zoids Genesis (Dinga)
- Katekyo Hitman Reborn! (Verde)
- Koyōte ragutaimushō (Hosa-kan Yamaguchi)
- To Aru Majutsu no Index (Furyō)
- Master kīton (Gakusei, estudiante)

### Videojuegos
- Ace Combat: Joint Assault (Nicolae Dumitrescu)
- Eyeshield 21: Let's Play American Football! Ya! Ha!! (Yohei Satake)
- Eyeshield 21: MAX Devil Power (Yohei Satake)
- Katekyoo Hitman Reborn! DS Ore ga Boss! Saikyou Family Taisen (Verde)
- Z.H.P. Unlosing Ranger VS Darkdeath Evilman (Dangerama policía imprudente)

### Dramas de CD
- Strobe Edge (Kyouichi)
- Toaru Majutsu no Index Archivo 2 (Kurofuku)

### Narrador
- "VJ ga kiku!" Tōkuibento dai 1-kai~keizoku (Vídeo sindicato de periodistas)
- Mr. Marikku majikkusutēshonarī VOL. 1
- Remioromen `remiobesuto' supesharu 〜ongaku to ayunde kita kiseki〜
- Shibuya buran'nyūdeizu

### Radio
- (リボラジ!〜ぶっちゃけアルコバレーノ大集合〜 Riboraji!〜 Butcha ke arukobarēno dai shūgō 〜?), Noveno-décimo (Papel Verde)

### BLCD
- Hana y el dragón (華と龍 Hana to ryū?) (Keiji)

### Dramas de televisión
- Telenovela de los sábados "Onsenwakaokaminosatsujinsuiri 8" (温泉若おかみの殺人推理 8?) (Kobayashi Keiji)
- Telenovela de los sábados "Satsui no osakai" (殺意のお茶会?) (Conductor de autobús)

### Variedades
- "La intoxicación del amor tramposo" (カンニングの恋愛中毒 Kan'ningu no ren'ai chūdoku?) (GyaO!)
- "La intoxicación del amor tramposo Especial" (カンニングの恋愛中毒SP Kan'ningu no ren'ai chūdoku SP?) (GyaO!)

### Infomerciales
- DoCoMo infomerciales - Spirit in the Sky (en español "espíritu en el cielo") (Takeshi Mikami)

### CM
- NTT DoCoMo Shikoku
- Cosmo Oil Co., Ltd. (CM Radio)
- Suntory BOSS Rainbow Mountain
- Saita
- JT
- Seven-Eleven

### Revistas
- hermoso kimono (美しいキモノ Utsukushīkimono?)

### CD
- The King And I (Toshiba EMI)

### Musicales
- El Rey y Yo (王様と私 Ōsamatowatashi?) (interpretación)
- 42nd Street (en español "calle 42") (Oscar)
- Vacaciones en Roma (ローマの休日 Rōma no kyūjitsu?) (clero)

### Ballet
- Gala II Bejart Bolero (ベジャールガラII ボレロ Bejārugara II borero?) (conjunto) El Ballet de Tokio

### Moderador
- Concierto del Elefante Babaru (演奏会 象のババール)
- Concierto de Pedro y el Lobo (コンサート・ピーターと狼)